# Wostok 8K72-2
Wostok 8K72-2 – ostatni, drugi człon radzieckich rakiet nośnych Wostok 8K72. Montowany był na członie Wostok 8K72-1.

## Wersja K
Zmodyfikowana wersja tego członu, 8K72K-2, została użyta w rakiecie nośnej Wostok 8K72K. Różnica polegała na zastosowanym silniku. W wersji K był to RD-0109. Człon był używany w latach 1960-1964. Użyto go w ilości 13 sztuk.